# 酈權
酈權（?—?），字元輿，鄴郡（今河北臨漳）人。金代文學家。
生年不詳，父酈瓊，字國寶，原是南宋軍事家，後降金，仕至武寧軍節度使。大定年間（1161年—1189年），權以父蔭仕宦，不得志。明昌初年（1190年），召入中都（今北京），為著作郎，不久卒於京城。著有《坡軒集》。